# Pultenaea canescens
Pultenaea canescens är en ärtväxtart som beskrevs av Allan Cunningham. Pultenaea canescens ingår i släktet Pultenaea och familjen ärtväxter. Inga underarter finns listade i Catalogue of Life.